# Single White Female
Single White Female (Colega de cameră) este un thriller erotic din anul 1992 cu Bridget Fonda și Jennifer Jason Leigh, regizat de Barbet Schroeder.

## Rezumat
O fată se desparte de prietenul ei și pune un anunț privitor la o colegă de cameră. Când nu găsește pe nimeni bate la ușa ei o femeie și devin colege de cameră. Apoi noua ei colegă de cameră începe să o imite cu hainele chiar și cu coafura.

## Distribuție
- Bridget Fonda – Allison "Allie" Jones
- Jennifer Jason Leigh – Hedra "Hedy" Carlson / Ellen Besch
- Steven Weber – Sam Rawson
- Peter Friedman – Graham Knox
- Stephen Tobolowsky – Mitch Myerson
- Frances Bay – Elderly Neighbor
- Jessica Lundy – Talkative applicant

## Sequel
Filmul a fost urmat de un sequel direct to video necorelat, Single White Female 2: The Psycho, lansat în 2005, cu Kristen Miller în rolul principal.